# Chaupāl
Chaupāl är en ort i Indien.   Den ligger i distriktet Shimla och delstaten Himachal Pradesh, i den norra delen av landet, 260 km norr om huvudstaden New Delhi. Chaupāl ligger 2 268 meter över havet och antalet invånare är 1 701.
Terrängen runt Chaupāl är bergig österut, men västerut är den kuperad. Terrängen runt Chaupāl sluttar österut. Runt Chaupāl är det ganska tätbefolkat, med 90 invånare per kvadratkilometer. Chaupāl är det största samhället i trakten. I omgivningarna runt Chaupāl växer i huvudsak blandskog.